# Persepolis Tehran FC
El Persepolis Tehran Football Club (en persa باشگاه فوتبال پرسپولیس تهران) és un club de futbol iranià de la ciutat de Teheran oest. També és anomenat Piroozi (que significa victòria).
Entre els clubs iranians, el Persepolis té el major rècord de títols. El seu rival més gran és l'Esteghlal amb qui disputa el derbi de Teheran.
El Persepolis FC és la secció de futbol del club Persepolis Athletic and Cultural Club, que té, a més de futbol, seccions de basquetbol, voleibol, taekwondo, futbol sala o natació.

## Història

### Establiment (1963-1969)
El Persepolis va ser establert el 1963 per Ali Abdo. En aquests anys el Club Esportiu de Persèpolis tenia seccions de basquetbol, bitlles i voleibol. Abdo havia arribat a l'Iran des dels Estats Units on havia estat boxejador. Quan es creà el club de futbol, aquest era encara feble i ingressà a la segona divisió del país. El millor jugador de l'equip era Mahmoud Khordbin. Quan el Shahin FC va ser dissolt el 1968, alguns jugadors del Shahin es van mudar al Persepolis, gràcies a Parviz Dehdari i Masoud Boroumand. El Persepolis va iniciar la temporada 1968 amb Parviz Dehdari com a entrenador. Aquest any no hi va haver competició de lliga, ja que molts equips s'havien dissolt, però es va disputar un torneig de 44 equips, on el Persepolis, juntament amb el Pas FC, el Taj (primer nom de l'Esteghlal) i l'Oghab FC, va acabar en la part més alta del campionat.

### Copa Takht Jamshid (1969-1979)
El 1962, la Fàbrica Universal de l'Iran va ser oberta. El 1969, el cap de la fàbrica era Mahmoud Khayami, un gran fanàtic del Shahin i propietari d'un equip feble. Khayami, qui volia promoure el seu nou producte, el Paykan (un automòbil), i millorar al seu equip de futbol, va entrar en negociacions amb el Persepolis i va poder aconseguir a tots els antics jugadors del Shahin excepte Aziz Asli per a formar el seu nou equip, Paykan Teheran FC. El Paykan va guanyar el campionat aquest any, però els nous jugadors van retornar al Persepolis després d'un any. El Persepolis va guanyar la primera lliga el 1970. Aquests anys, el Persepolis intentà adoptar el professionalisme, però no fou seguit per la resta de clubs i hagué de retornar al camp amateur. El club guanyà la copa Takht Jamshid el 1973 i una nova dos anys més tard el 1975.
El Persepolis fou el club amb més èxit a la Copa Takht Jamshid amb dos triomfs i tres segones posicions.

### Èxit en condicions difícils (1979-1990)
Quan la Revolució iraniana va esclatar, Abdo retornà als Estats Units i molts dels vells jugadors també van abandonar el club. La Fundació d'Oprimits i Veterans(en persa: بنياد مستضعفان و جانبازان) es va apoderar del club, que el situà sota la responsabilitat del Departament d'Educació Física (en persa: سازمان تربيت بدني) de l'Iran.
El 1981, el Departament d'Educació Física anuncià que el nom del club seria canviat però jugadors i seguidors s'hi oposaren. El 1986, el control del club fou assumit per la Fundació d'Oprimits i Veterans i canvià el nom a Azadi (en persa: آزادی, que significa llibertat). De nou el control del club passà un cop més al Departament d'Educació Física i el 16 de febrer de 1987 canvià el nom a Pirouzi (en persa: پیروزی, que significa victòria) amb l'acord dels jugadors, tot i que els seguidors el continuaren anomenant pel seu nom original, Persepolis.
El club només jugava a la Lliga de Teheran i alguns torneigs per eliminatòries. El Persepolis fou extremadament reeixit durant aquesta època i va mantenir la seva popularitat en guanyar la Lliga de Teheran durant cinc temporades consecutives. Aquests anys destacà al club Ali Parvin, tant com a jugador com a entrenador.

### Reviscolament (1990-2001)
Els anys 90 van ser una dècada de somni per a l'equip, quatre campionats de lliga, dues Copes Hazfi, dotzenes de grans jugadors i un suport renovat van veure a l'equip recobrar la forma i l'esperit de l'equip dels anys 60 i 70. Més de sis jugadors del Persepolis eren titulars a la Selecció de futbol de l'Iran. La temporada 1996-97, a més de guanyar la lliga van acabar tercers a la Copa de Campions d'Àsia i la temporada següent foren quarts al continent. Es poden destacar molts bons jugadors d'aquesta època com Ahmadreza Abedzadeh, Khodadad Azizi, Karim Bagheri, Ali Daei, Mehdi Mahdavikia, Mehrdad Minavand, entre d'altres, la majoria dels quals marxaren a jugar al futbol europeu després de la Copa del Món de Futbol de 1998. Aquells anys s'unirien a l'equip jugadors que després serien internacionals com Ali Karimi i Hamed Kavianpour. La temporada 1999-2000 tornaren a guanyar la lliga i tornaren a ser tercers a nivell continental. A la banqueta del club destacà Ali Parvin i Amir Ali en fou el president.

### Era professional (2001-2008)
El Persepolis fou el primer campió de la nova Lliga Professional Iraniana l'any 2002, però en general no foren anys brillants. La segona lliga professional no la guanyà fins a l'any 2008. Això no obstant, el Persepolis segueix sent un dels clubs amb més seguidors i més estimat del país.

## Palmarès
- Recopa asiàtica de futbol: 1
  - 1991

- Lliga iraniana de futbol: 15[12][13][14][15]

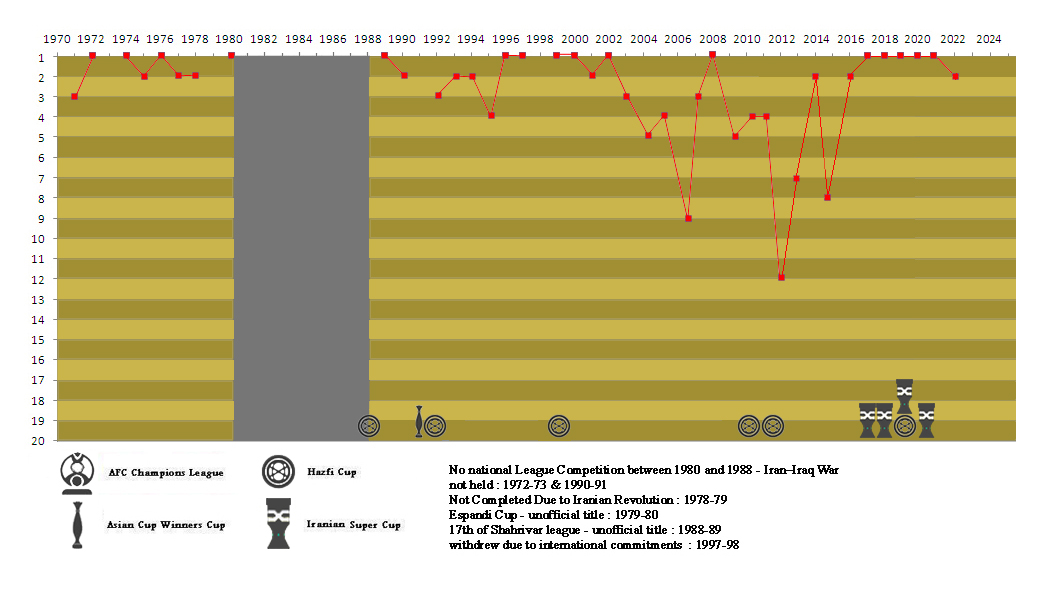
Posicions finals del club.

  - 1973–74, 1975–76, 1995–96, 1996–97, 1998–99, 1999–00, 2001–02, 2007–08, 2016–17, 2017–18, 2018–19, 2019–20, 2020-21, 2022-23
- Lliga Local
  - 1971
- Copa Shahid Espandi
  - 1979
- Lliga 17è de Shahrivar
  - 1988
- Copa Hazfi: 3
  - 1987, 1991, 1999
- Lliga de Teheran de futbol: 8
  - 1982, 1984, 1986, 1987, 1988, 1989
- Supercopa de Teheran de futbol: 1
  - 1992
- Copa Hazfi de Teheran de futbol: 3
  - 1979, 1982, 1987
- Copa Internacional Vahdat (Teheran)
  - 1981
- Copa Ciutat de Sharjah
  - 1995

## Entrenadors

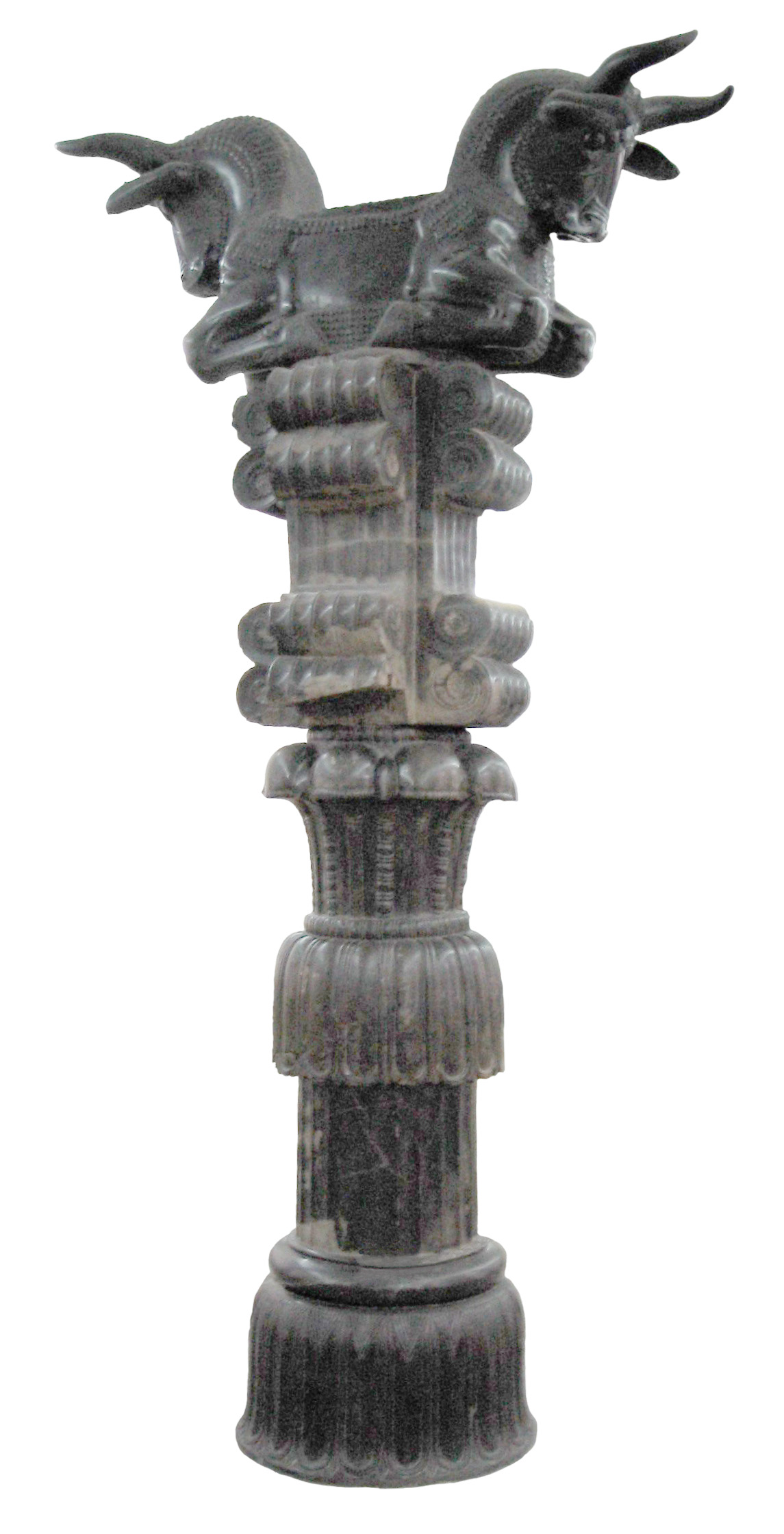
L'antiga columna de Persèpolis serveix de símbol de l'equip.

| Entrenador          | Període   |
| ------------------- | --------- |
| Parviz Dehdari      | 1968-1969 |
| Rajab Faramarzi     | 1969-1970 |
| Hossein Fekri       | 1970      |
| Alan Rogers         | 1970-1975 |
| Homayoun Behzadi    | 1975      |
| Alan Rogers         | 1975      |
| Homayoun Behzadi    | 1975-1976 |
| Buick Vatankhah     | 1976      |
| Ivan Konov          | 1976-1977 |
| Mansour Amir Asefi  | 1977-1978 |
| Mehrab Shahrokhi    | 1978      |
| Ali Parvin          | 1980-1987 |
| Masoud Moeini       | 1987-1988 |
| Ali Parvin          | 1988      |
| Mohammad Panjali    | 1988-1994 |
| Vladislav Bogićević | 1994-1995 |
| Hamid Derakhshan    | 1995      |
| Hans-Jürgen Gede    | 1995      |
| Stanko Poklepović   | 1995-1997 |
| Hamid Derakhshan    | 1997      |
| Tomislav Ivić       | 1997-1998 |
| Ivan Matković       | 1998      |
| Ali Parvin          | 1998-2003 |
| Vinko Begović       | 2003-2004 |
| Rainer Zobel        | 2004-2005 |
| Ali Parvin          | 2005-2006 |
| Arie Haan           | 2006      |
| Mustafa Denizli     | 2006-2007 |
| Afshin Ghotbi       | 2007-2008 |
| Nelo Vingada        | 2009-2009 |

## Capitans

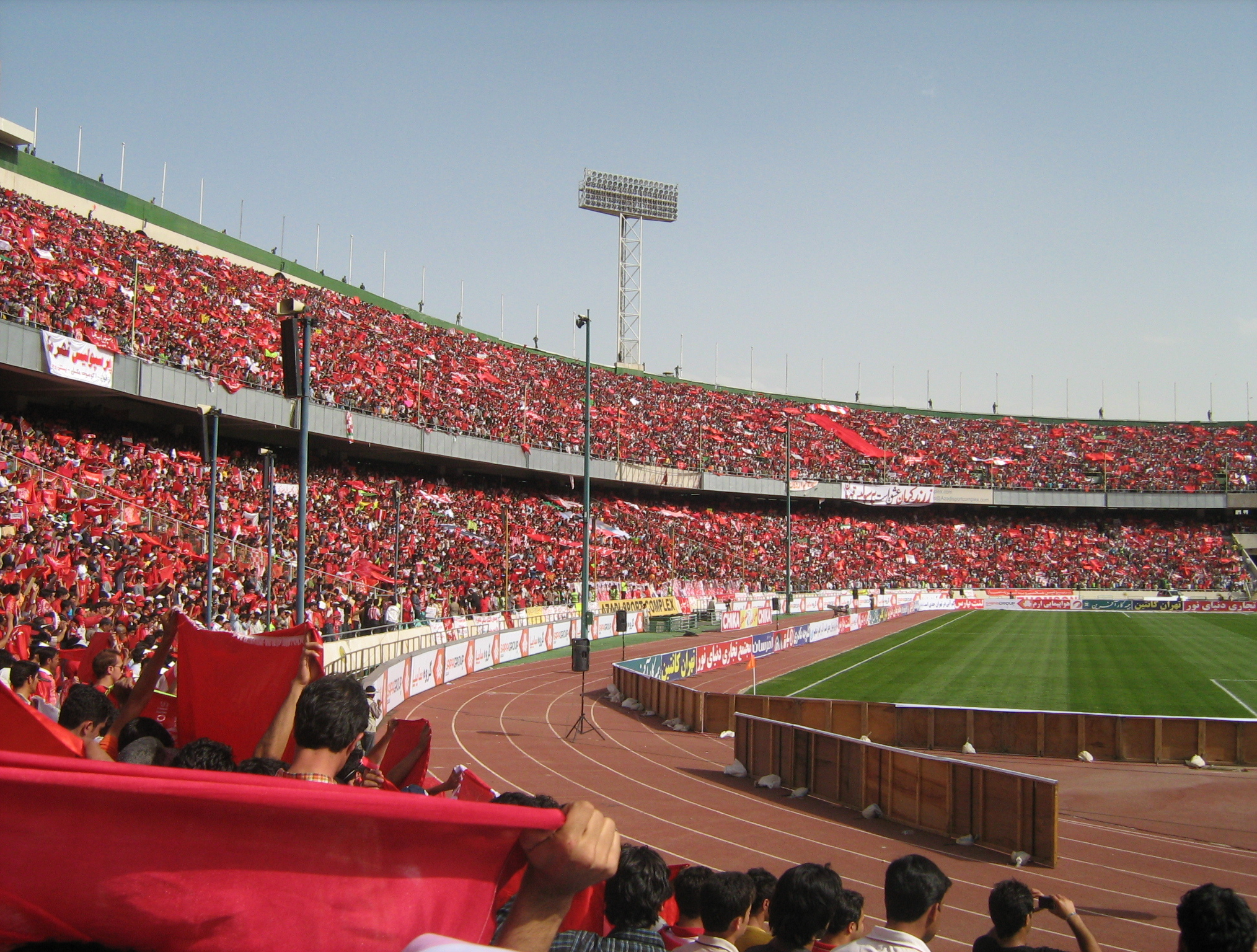
17 de maig de 2008, partit Persepolis-Sepahan a l'estadi Azadi.

| #  | Nom                  | Nac. | Temporades al club  | Capitania | Número samarreta |
| -- | -------------------- | ---- | ------------------- | --------- | ---------------- |
| 1  | Hamid Jasemian       |      | 1967-1970           | 1967-1970 | 5                |
| 2  | Buyuk Vatankhah      |      | 1967-1974           | 1971-1972 | 6                |
| 3  | Homayoun Behzadi     |      | 1967-1974           | 1972-1974 | 10               |
| 4  | Jafar Kashani        |      | 1967-1974           | 1974      | 4                |
| 5  | Ebrahim Ashtiani     |      | 1967-1976           | 1974-1975 | 2                |
| 6  | Ali Parvin           |      | 1970-1988           | 1975-1988 | 7                |
| 7  | Mohammad Panjali     |      | 1976-1994           | 1988-1992 | 5                |
| 8  | Farshad Pious        |      | 1985-1988 1989-1998 | 1992-1996 | 17               |
| 9  | Mojtaba Moharrami    |      | 1988-1997           | 1996      | 8                |
| 10 | Ahmad Reza Abedzadeh |      | 1994-2000           | 1996-2000 | 1                |
| 11 | Afshin Peyrovani     |      | 1993-2004           | 2000-2003 | 5                |
| 12 | Ali Daei             |      | 1994-1996 2003-2004 | 2003-2004 | 10               |
| 13 | Karim Bagheri        |      | 1996-1997 2002-     | 2004-     | 6                |